# Apatura mirei
Apatura mirei är en fjärilsart som beskrevs av Le Moult 1947. Apatura mirei ingår i släktet Apatura och familjen praktfjärilar. Inga underarter finns listade i Catalogue of Life.